# Herdorf

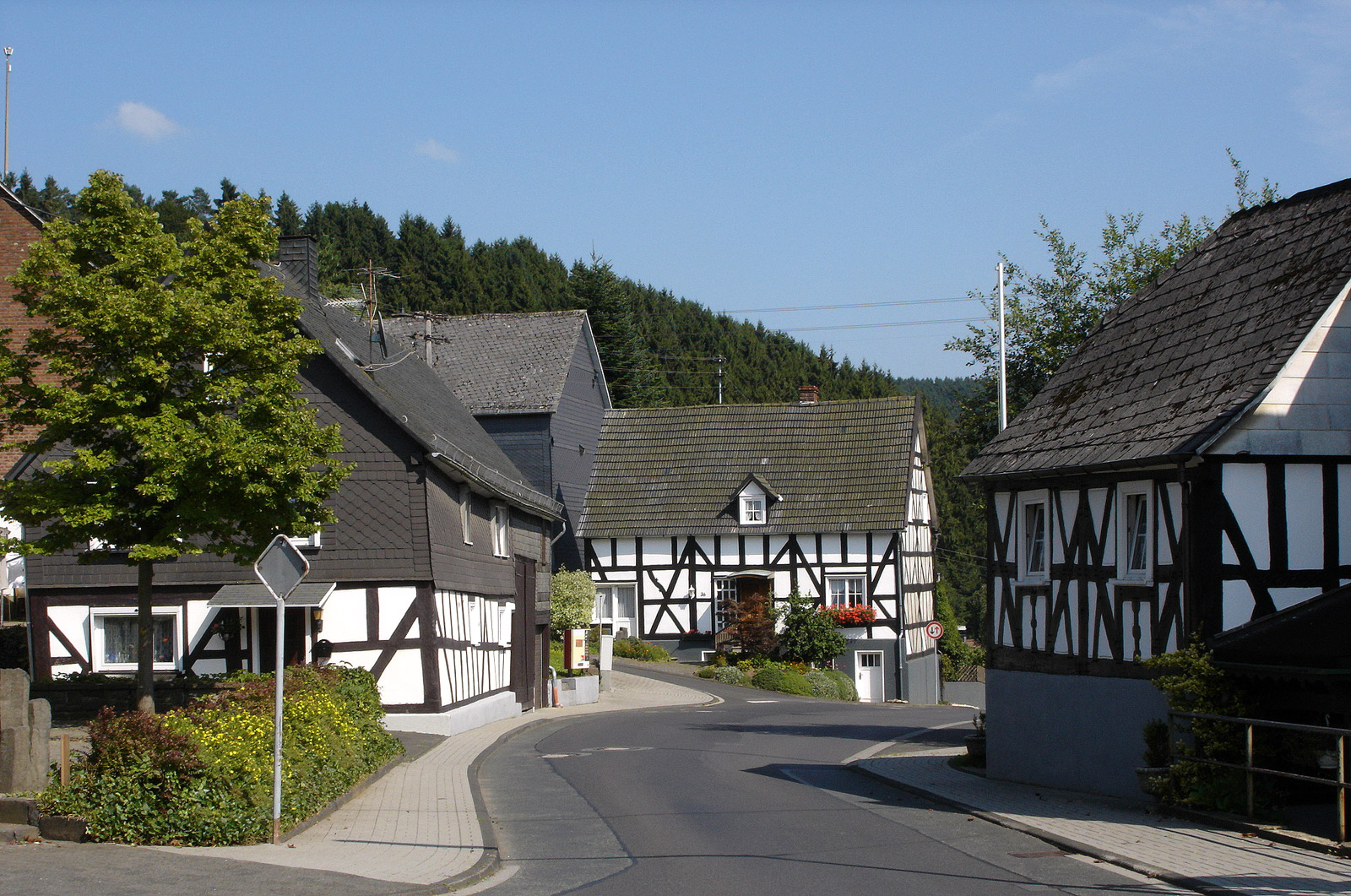
Ortsansicht im Herdorfer Stadtteil Dermbach

Herdorf ist eine Stadt im Hellertal, nördlich von Daaden im Landkreis Altenkirchen (Westerwald) in Rheinland-Pfalz. Sie gehört seit dem 1. Juli 2014 der Verbandsgemeinde Daaden-Herdorf an, deren größte Kommune sie mit rund 7.000 Einwohnern ist. Herdorf ist ein staatlich anerkannter Erholungsort und gemäß der Landesplanung als Grundzentrum ausgewiesen. Die Stadtrechte erhielt Herdorf am 24. Januar 1981.

## Geographie

### Lage
Herdorf liegt im östlichen Teil des Landkreises Altenkirchen und im südwestlichen Siegerland, 11,5 km südsüdwestlich von Siegen. Es befindet sich an der Einmündung des Sotterbachs in die Heller, eines östlichen und linken Zuflusses der Sieg. Auf der Grenze zwischen Herdorf und Neunkirchen in Nordrhein-Westfalen liegt der Hohenseelbachskopf, mit 517,5 m die höchste Erhebung im Ortsgebiet. Neben dem Hohenseelbachskopf ist die auch auf der Grenze gelegene Nebenkuppe des Hohenseelbachskopf [Mahlscheid] auf Herdorfer Seite einer der höchsten Erhebungen 508 m des Ortsgebiets.

### Stadtgliederung
- Herdorf
- Dermbach
- Sassenroth

## Geschichte
Aus dem Übergang von der Späthallstatt- zur Frühlatènezeit (6./5. Jahrhundert v. Chr.) stammen die ältesten montanarchäologischen Belege aus dem Herdorfer Raum. Es handelt sich dabei überwiegend um Scherben und Schlackenreste.
Im Jahre 1344 wurde Herdorf erstmals urkundlich erwähnt. Etwa 1360 kam der Ort unter die Herrschaft der Grafen von Sayn. Diese teilten den Ortsteil nördlich der Heller dem Amt und Gericht Freusburg sowie dem Kirchspiel Kirchen und den südlichen Ortsteil dem Amt und Gericht Friedewald sowie dem Kirchspiel Daaden zu. Seit Mitte des 17. Jahrhunderts gehörte Herdorf nach einer Erbteilung zur Grafschaft Sayn-Altenkirchen.
Aufgrund des Reichsdeputationshauptschlusses wurde die Grafschaft Sayn-Altenkirchen 1803 dem Fürstentum Nassau-Usingen zugesprochen, von 1806 an gehörte Herdorf zum Herzogtum Nassau und seit 1815 zum Königreich Preußen. Unter der preußischen Verwaltung gehörte Herdorf zur Bürgermeisterei Daaden in dem 1816 neu geschaffenen Kreis Altenkirchen im Regierungsbezirk Koblenz und ab 1822 zur Rheinprovinz.
1955 wurde mit den bis dahin eigenständigen Gemeinden Sassenroth und Dermbach die zunächst amtsfreie Gemeinde Herdorf geschaffen. Am 24. Januar 1981 wurde Herdorf auf Beschluss der rheinland-pfälzischen Landesregierung zur Stadt erhoben.
Am 13. Dezember 2013 beschloss der Landtag von Rheinland-Pfalz gegen den Willen der beiden betroffenen kommunalen Gebietskörperschaften, durch das „Landesgesetz über die Eingliederung der verbandsfreien Stadt Herdorf in die Verbandsgemeinde Daaden“ die Verbandsfreiheit der Stadt zum 1. Juli 2014 zu beenden und sie in die Verbandsgemeinde zu integrieren. Der Name der Verbandsgemeinde lautete seitdem „Verbandsgemeinde Herdorf-Daaden“, wurde zum 1. Januar 2017 aber in „Verbandsgemeinde Daaden-Herdorf“ geändert. Sowohl die Stadt Herdorf als auch die Verbandsgemeinde Daaden hatten gegen das Landesgesetz Verfassungsbeschwerde erhoben.

### Bergbau
Herdorf war eines der Zentren des Bergbaus im Siegerland mit den meisten Bergwerken auf einem Ortsgebiet des Siegerlandes. Bis 1962 wurden in 100 Jahren ca. 60 Millionen Tonnen Eisenerz in den Herdorfer Gruben gefördert. Dutzende von Bergwerken haben die Kultur und Industrie der Region stark beeinflusst. Die wichtigsten Gruben waren:
- Bollnbach, vor 1746–1927
- Concordia (in Dermbach), 1875–1962
- Friedrich Wilhelm, vor 1820–1965
- Guldenhardt (in Dermbach), vor 1705–1880
- Hollertszug, 1794–1910
- Hüttenwäldchen (zu Concordia), 1833–1910
- San Fernando, 1855–1958
- Stahlert (zu Bollnbach), vor 1870–1910 (1926)
- Wolf, 1870–1958
- Zufällig Glück (zu San Fernando), 1830–1921

Neben den Gruben gab es in Herdorf die Friedrichshütte, eine bedeutende Hüttenanlage, deren Hauptgebäude, das sogenannte Hüttenhaus, noch steht und einen Kultursaal und Restaurants beherbergt. Seit 1986 dokumentiert das Bergbaumuseum des Kreises Altenkirchen im Stadtteil Sassenroth die Geschichte des Bergbaus in der Herdorfer Region.

### Bevölkerungsentwicklung
Die Entwicklung der Einwohnerzahl von Herdorf bezogen auf das heutige Stadtgebiet; die Werte von 1871 bis 1987 beruhen auf Volkszählungen:
| Herdorf: Einwohnerzahlen von 1815 bis 2024 | Herdorf: Einwohnerzahlen von 1815 bis 2024 | Herdorf: Einwohnerzahlen von 1815 bis 2024 | Herdorf: Einwohnerzahlen von 1815 bis 2024 | Herdorf: Einwohnerzahlen von 1815 bis 2024 |
| ------------------------------------------ | ------------------------------------------ | ------------------------------------------ | ------------------------------------------ | ------------------------------------------ |
| Jahr                                       |                                            |                                            |                                            | Einwohner                                  |
| 1815                                       | 1815                                       |                                            | 893                                        | 893                                        |
| 1835                                       | 1835                                       |                                            | 1.219                                      | 1.219                                      |
| 1871                                       | 1871                                       |                                            | 2.269                                      | 2.269                                      |
| 1905                                       | 1905                                       |                                            | 5.124                                      | 5.124                                      |
| 1939                                       | 1939                                       |                                            | 5.581                                      | 5.581                                      |
| 1950                                       | 1950                                       |                                            | 6.367                                      | 6.367                                      |
| 1961                                       | 1961                                       |                                            | 7.425                                      | 7.425                                      |
| 1970                                       | 1970                                       |                                            | 7.734                                      | 7.734                                      |
| 1987                                       | 1987                                       |                                            | 7.213                                      | 7.213                                      |
| 2005                                       | 2005                                       |                                            | 7.155                                      | 7.155                                      |
| 2011                                       | 2011                                       |                                            | 6.800                                      | 6.800                                      |
| 2017                                       | 2017                                       |                                            | 6.563                                      | 6.563                                      |
| 2024                                       | 2024                                       |                                            | 6.508                                      | 6.508                                      |
|                                            |                                            |                                            |                                            |                                            |

## Religion

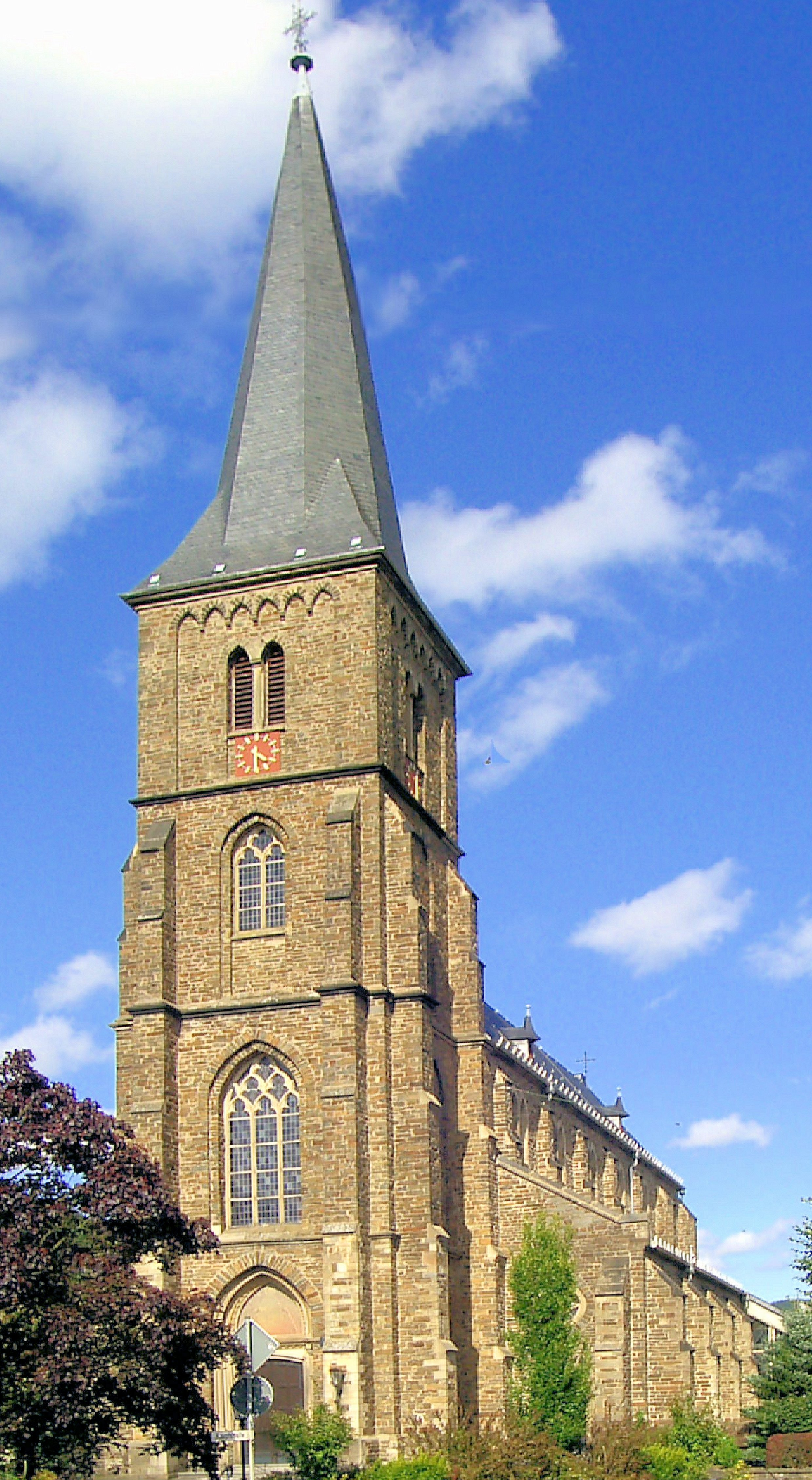
Katholische Kirche Herdorf
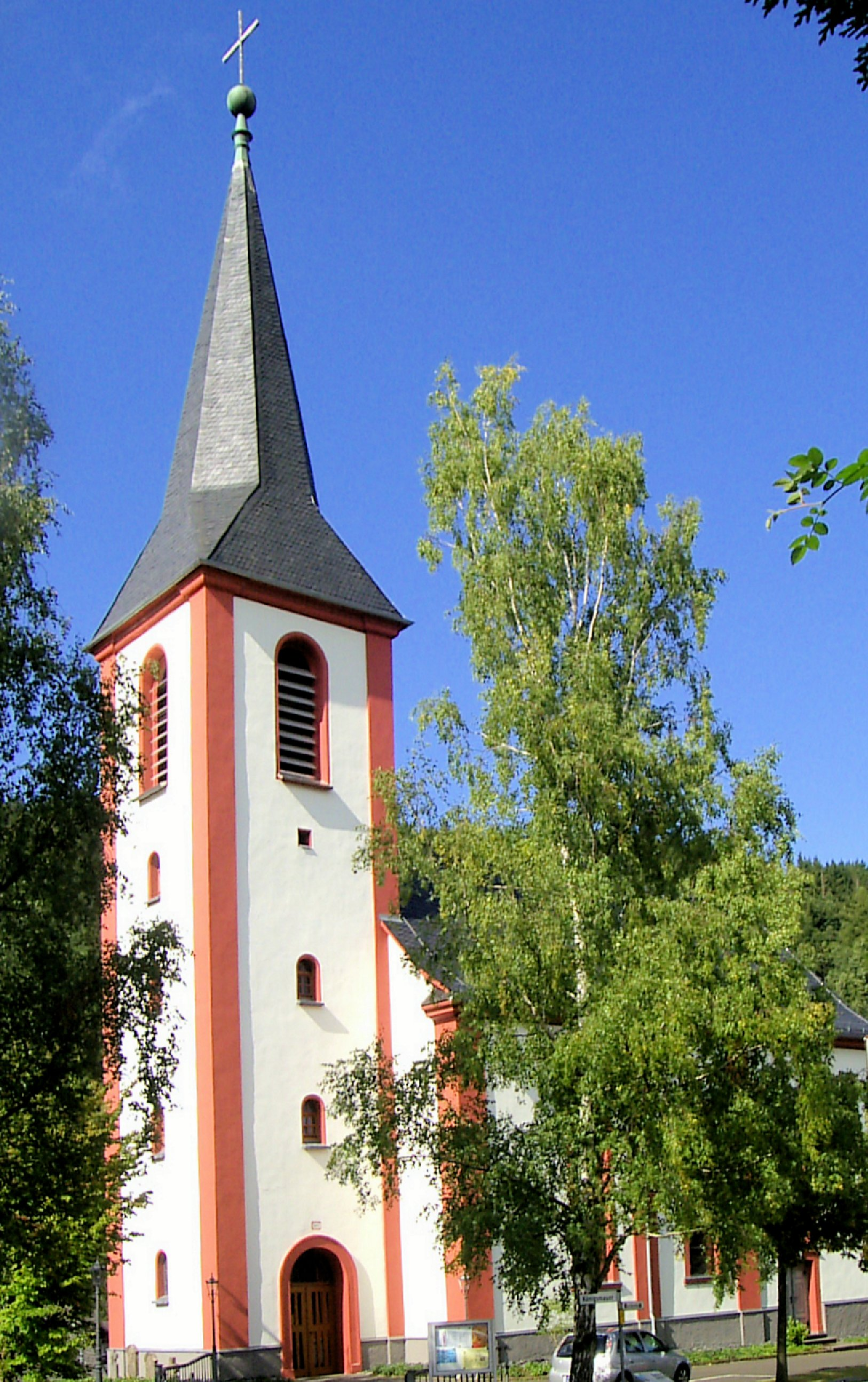
Evangelisch-lutherische Kirche Herdorf

Herdorf ist überwiegend katholisch geprägt. Die katholische Pfarrgemeinde St. Aloisius gehört zum Bistum Trier (Trierische Insel), im Ortsteil Dermbach gibt es eine Filialgemeinde. Seit 2007 besteht eine Pfarreiengemeinschaft der katholischen Pfarrei St. Aloisius Herdorf mit der Nachbarpfarrei Alsdorf.
Die evangelische Gemeinde Herdorf-Struthütten (Ortsteil der benachbarten Gemeinde Neunkirchen in Nordrhein-Westfalen) gehört zur Evangelischen Kirche im Rheinland.

## Politik

### Stadtrat
Der Stadtrat in Herdorf besteht aus 22 Ratsmitgliedern, die bei der Kommunalwahl am 9. Juni 2024 in einer personalisierten Verhältniswahl gewählt wurden, und dem ehrenamtlichen Ortsbürgermeister als Vorsitzendem.
Die Sitzverteilung im Stadtrat:
| Wahl | SPD | CDU | Grüne | FDP | Linke | WGR | Gesamt   |
| ---- | --- | --- | ----- | --- | ----- | --- | -------- |
| 2024 | 5   | 14  | 2     | –   | 1     | –   | 22 Sitze |
| 2019 | 5   | 11  | –     | 2   | 2     | 2   | 22 Sitze |
| 2014 | 7   | 12  | –     | –   | 1     | 2   | 22 Sitze |
| 2009 | 8   | 14  | –     | –   | –     | –   | 22 Sitze |
| 2004 | 6   | 13  | 2     | –   | –     | 1   | 22 Sitze |

### Bürgermeister
Uwe Geisinger (CDU) wurde am 30. August 2024 Stadtbürgermeister von Herdorf. Bei der Direktwahl am 9. Juni 2024 war er bei einer Wahlbeteiligung von 60,0 % als einziger Kandidat mit 84,8 % der Stimmen für fünf Jahre gewählt worden.
Geisingers Vorgänger Uwe Erner (parteilos, unterstützt von Bündnis 90/Die Grünen) hatte das Amt 1995 übernommen und kandidierte bei der Wahl 2024 nicht erneut als Ortsbürgermeister.

### Wahlkreise
Bei Landtagswahlen gehört die Stadt Herdorf zum Wahlkreis 01-Betzdorf/Kirchen (Sieg), bei Bundestagswahlen zum Wahlkreis 198-Neuwied.

### Wappen
| Wappen von Herdorf | Blasonierung: „Das Wappen der Stadt Herdorf zeigt im geteilten Schild oben in Blau eine silberne Mauer unter einer goldenen Krone; unten durch eine geschweifte silberne Spitze gespalten, vorne in Rot ein goldener blau bewehrter herschauender Löwe; hinten in Schwarz ein silberner Schrägbalken, belegt mit drei schwarzen Schweinsköpfen.“ |
| Wappen von Herdorf | Wappenbegründung: Das Herdorfer Wappen symbolisiert durch die Dreiteilung die Ortschaften Herdorf, Dermbach und Sassenroth und zugleich die historische Unterscheidung in die Teile rechts und links der Heller, die jeweils zu unterschiedlichen Verwaltungsgebieten gehörten. Durch den goldenen Löwen auf rotem Grund wird die Zugehörigkeit zur Grafschaft Sayn symbolisiert und durch die schwarzen Schweinsköpfe auf silbernem Schrägbalken die Zugehörigkeit zu den Herren von Freusburg. Durch die Krone und Mauer wird auf das Gebiet der Königsmauer Bezug genommen. |

### Städtepartnerschaft
Herdorf unterhält seit 1982 eine Partnerschaft mit der französischen Gemeinde und Kleinstadt Saint-Laurent-du-Pont.

## Wirtschaft und Infrastruktur

### Verkehr

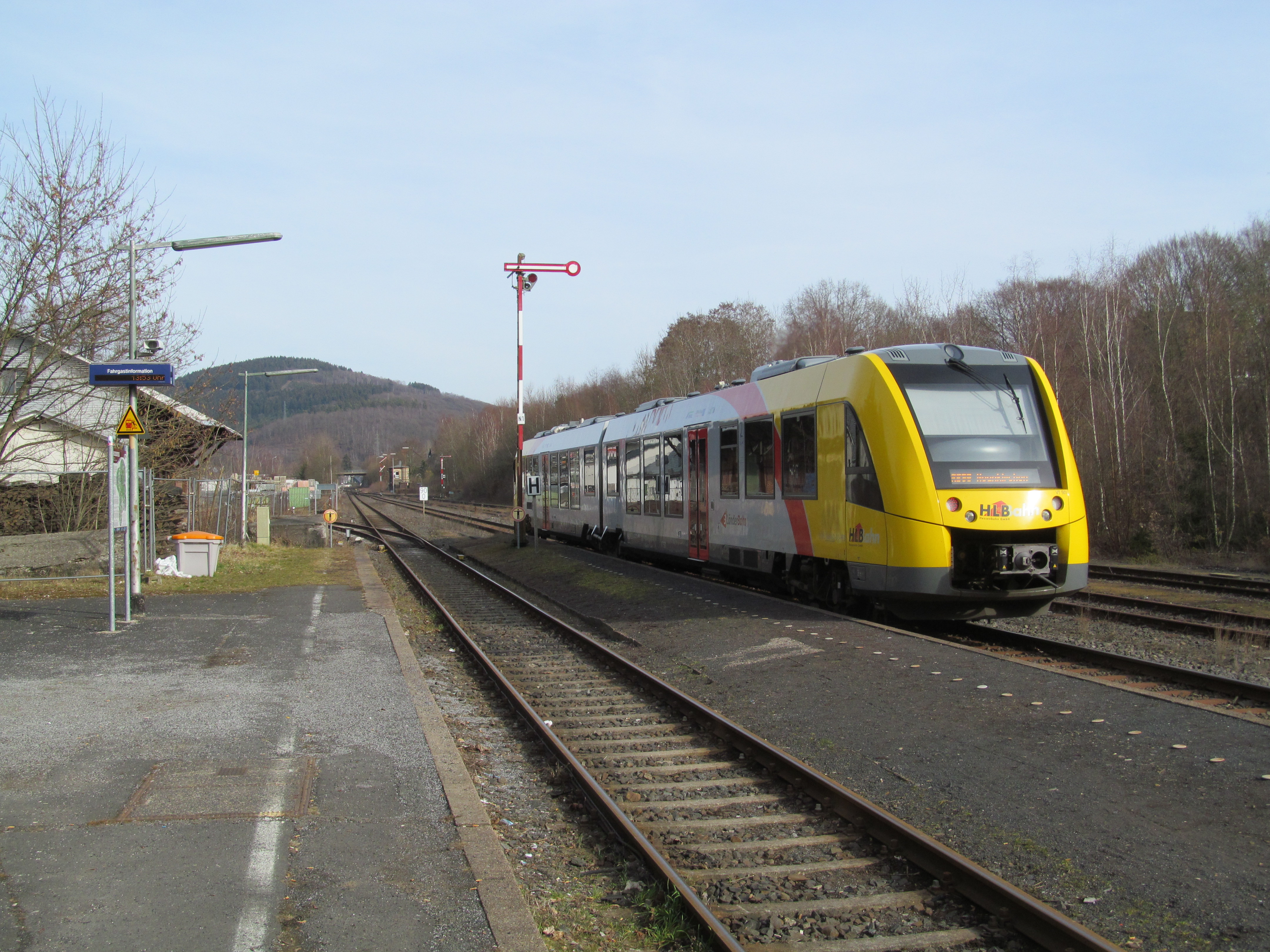
Bahnhof Herdorf an der RB96

Herdorf liegt an der von Betzdorf über Burbach nach Haiger führenden Bahnstrecke Betzdorf–Haiger, die von der Hessischen Landesbahn (HLB), Bereich Dreiländerbahn unter der Liniennummer RB 96 nach dem Rheinland-Pfalz-Takt täglich im Stundentakt betrieben wird.
| Linie | Verlauf | Takt                                                           |
| ----- | --- | -------------------------------------------------------------- |
| RB96  | Hellertal-Bahn: Betzdorf (Sieg) – Grünebacherhütte – Grünebach Ort – Sassenroth – Königstollen – Herdorf – Struthütten – Altenseelbach – Neunkirchen (Kr Siegen) – Wahlbach (Kr Siegen) – Burbach (Kr Siegen) – Würgendorf (Ort) – Würgendorf – Holzhausen (Kr Siegen) – Niederdresselndorf – Allendorf (Dillkr) – Haiger Obertor – Haiger – Sechshelden – Dillenburg Stand: Fahrplanwechsel Dezember 2021 | 60 min (Betzdorf–Neunkirchen) 120 min (Neunkirchen–Dillenburg) |

Die VWS-Linie R 23 Neunkirchen-Herdorf-(Daaden) bedient in regelmäßigem Takt das Städtchen, wodurch in Neunkirchen mit der R 22 Anschlüsse nach Siegen und mit der R 24 nach Burbach bestehen. In Daaden besteht Anschluss an die Züge der Linie RB 97 Daadetalbahn nach Betzdorf, diese Linie wird durch die Westerwaldbahn GmbH ebenfalls nach dem Rheinland-Pfalz-Takt täglich im Stundentakt betrieben.

### Freizeit- und Sportanlagen
- Ludwig-Wolker-Sportanlage (vereinseigene Anlage der TuS DJK Herdorf e. V.)
- Glück-Auf-Kampfbahn (stadteigener Fußballplatz)

## Persönlichkeiten

### Ehrenbürger
- 1951, 16. März: Albert Homscheid (1871–1955), Prälat, Ehrendomherr, Verleihung aus Anlass seines goldenen Priesterjubiläums.[13]
- 1951, 14. Dezember: Albert Lerner (1871–1952), Arzt, erhielt die Ehrenbürgerwürde zu seinem goldenen Arztjubiläum.[13]
- 1958: August Sander (1876–1964), Fotograf[13]
- 1992, 22. Juli: Alfons Mockenhaupt (1915–1996), Malermeister, hat sich die Anerkennung als erfolgreicher Streiter für die Vereine der Stadt erworben.[13]
- 2012, 28. November: Ernst (Erni) Schlosser (1937–2024), Elektrohandwerksmeister und Lehrer, hat sich besonders um das kulturelle Leben in der Stadt verdient gemacht.[13]

### Söhne und Töchter der Stadt
- Gustav Brühl (1826–1903), Arzt, Dichter, Archäologe, Jurist
- Maria Homscheid (1872–1948), Heimatdichterin
- August Sander (1876–1964), Fotograf
- Felix Gerhardus (1895–1973), Bürgermeister in Kuchenheim und Mechernich (Zentrum), Oberkreisdirektor des Kreises Schleiden (CDU)
- Hans-Gerhard Dedeke (1904–1975), Politiker (NSDAP)
- Otto Mockenhaupt (1912–1972), Politiker (SPD), Landtagsabgeordneter
- Adolf Gebhard Bender (1914–1945), Schulbruder und Märtyrer
- Lucie Kurlbaum-Beyer (1914–2008), Politikerin (SPD), Bundestagsabgeordnete
- Walter Helsper (1927–1992), Maler und Zeichner
- Norbert Fuchs (1935–2020), Fußballschiedsrichter
- Werner Solbach (* 1952), Mediziner
- Hildegard Förster-Heldmann (* 1958), Innenarchitektin und Politikerin (Bündnis 90/Die Grünen)

### Mit Herdorf verbundene Personen
- Verena Dreier vom Verein DJK Herdorf/LG Sieg wurde in den Jahren 2005 und 2006 Deutsche Meisterin im 3000-m-Hindernislauf.
- Der Boxer Peter Hussing (Superschwergewicht) begann im Boxclub Herdorf seine Karriere.

## Widerstand
1934 übten Herdorfer und Sassenrother Bürger Widerstand gegen die Nationalsozialisten. In einer Volksabstimmung über die Vereinigung der Staatsämter „Reichspräsident und Reichskanzler“ sollte die Übernahme der beiden Ämter durch Adolf Hitler legitimiert werden. Landesweit bekam Hitler 89 % Ja-Stimmen. In Sassenroth waren es nur 49,7 % und in Herdorf 65 % an Zustimmung. In der Folge hetzte die NSDAP gegen die Einwohner und rief offen zu Repressalien gegenüber den Bürgern auf. So war auf einem Spruchband in Herdorf zu lesen: „900 Verräter hier am Ort! Verrat ist schlimmer als Mord, drum Wanderer halte ein, nimm dir so’n Schwein!“